# بات كالاثيس
بات كالاثيس (بالإنجليزية: Pat Calathes)‏ مواليد 12 ديسمبر 1985 في كاسيلبيري، هو لاعب كرة سلة يوناني أمريكي. بدأ مسيرته الاحترافية في سنة 2008. يلعب مع فريق بالاكانسترو كانتو في ليغا باسكيت الدرجة الأولى. يحمل الرقم 12. يبلغ طوله 6 قدم 10 بوصة (2.1 م). لعب مع نادي باناثينايكوس لكرة السلة وبالاكانسترو كانتو.

## الإنجازات
- كأس اليونان لكرة السلة الفوز: (2012)
- كأس كازاخستان لكرة السلة : (2014)

## روابط خارجية
- بات كالاثيس على موقع كرة السلة الأوروبية.كوم (الإنجليزية)
- بات كالاثيس على موقع كلية كرة السلة في سبورتس رفرنس.كوم (الإنجليزية)
- بات كالاثيس على موقع ريلجم (الإنجليزية)
- بات كالاثيس على موقع بروبوليرز (الإنجليزية)
- بات كالاثيس على موقع سبورتس رفرنس (الإنجليزية)